# Serhiy Haidai
Serhiy Volodymyrovych Haidai (em ucraniano:  Сергій Володимирович Гайдай; nascido em 6 de novembro de 1975) é um empresário e político ucraniano. Ele foi governador do Oblast de Lugansk de 25 de outubro de 2019 até 15 de março de 2023.

## Biografia
Haidai estudou na Universidade de Economia Khmelnytskyi. Ele também se formou na Academia Nacional de Administração Pública da Ucrânia.
De 2005 a 2015, Haidai foi o diretor executivo da Dembud LLC. De 2008 a 2010, ele trabalhou como membro assistente do Conselho da Cidade de Kiev. De 2014 a 2015, Haidai trabalhou como como Conselheiro do Presidente da Administração Estatal do Raion de Obukhiv. Em 2015, ele foi eleito membro do Conselho do Raioni de Mukachevo. De 2015 a 2018, ele serviu como Presidente da Administração Estatal do Raion de Mukachevo.
Durante a invasão russa da Ucrânia em 2022, Haidai serviu como chefe da Administração Militar Regional de Lugansk.
O Gabinete dos Ministérios da Ucrânia concordou em demitir Haidai de seu cargo em 14 de março de 2023, junto com os governadores de Odessa e de Khmelnytskyi. Haidai foi demitido do cargo de governador por decreto presidencial em 15 de março de 2023.